# George Anson, 1.º Barão Anson
George Anson (Staffordshire, 23 de abril de 1697 — Hertfordshire, 6 de junho de 1762) foi um navegador que se distinguiu por circum-navegar o globo.
Quando de sua viagem à ilha de Santa Catarina descreveu a posição da ilha e suas fortificações e anotou o progresso da região desde a estada de Frézier em 1712. Neste momento era governador da ilha o brigadeiro José da Silva Pais, que acabou por ser acusado por Anson de enviar informações a Buenos Aires sobre sua esquadra.
O escrito sobre a circum-navegação foi feito por Richard Wagner e revisado por Benjamin Robins e foi publicado em inúmeras edições em francês e outras línguas.
George Anson partiu da ilha de Santa Helena com uma esquadra de cinco navios em 18 de setembro de 1740. Estes eram o Centurion, com 60 peças de canhão e 400 homens, comandado pelo próprio Anson, o Gloucester, o Sévern, o Perle, o Wager e o Tryal, este último uma chalupa.
Durante a passagem pelo Estreito de Magalhães, próximo à Terra do Fogo, desapareceram três destes navios. O quarto foi a pique, e seus tripulantes chegaram a Valparaíso (Chile) e Buenos Aires após muitas vicissitudes. Existem muitos relatos deste naufrágio.
Os dois navios restantes, o Centurion e o Gloucester, conseguiram chegar até a ilha Juan Fernades, no oceano Pacífico. O Gloucester, no entanto, estava em tão mau estado que teve de ser abandonado.